# 9.
◄ | 1. stoljeće pr. Kr. | 1. stoljeće | 2. stoljeće | ►
◄ | 20-ih pr. Kr. | 10-ih pr. Kr. | 0-ih pr. Kr. | 0-ih | 10-ih | 20-ih | 30-ih | ►
◄◄ | ◄ | 6. | 7. | 8. | 9. | 10. | 11. | 12. | ► | ►►
Astronomija • Književnost • Kršćanstvo

## Događaji
- Arminije je podigao ustanak protiv Rima
- Bitka kod Teutoburške šume.
- Slomljena je pobuna Ilira u Batonskim ratu.

## Rođenja
- 18. studenog – Tit Flavije Vespazijan, rimski car († 79.)

## Vanjske poveznice
|  | Zajednički poslužitelj ima još gradiva o temi 9. |